# شاه‌کلا
شاه‌کلا، روستایی است از توابع بخش دابودشت شهرستان آمل در استان مازندران ایران.

## جمعیت
این روستای تاریخی در گذشته به نام شاه کلا سورک به معنی جایی که بسیار سرسبز و پر اب است و کلمه سورک یا همان سور که به معنی درخت و ک اخر به معنی روستایی در میان درختان سور که البته با گسترش جمعیت تنها نامی از ان باقی مانده است. این روستا در دهستان دابوی جنوبی قرار دارد این روستا مکان اصلی استراحت بین راهی تا روستاهای اطراف بود برای داد و ستد . براساس سرشماری مرکز آمار ایران در سال ۱۳۸۵، جمعیت آن ۴۰۱ نفر (۱۰۴خانوار) بوده‌است.